# Solida gränsskikt
Inom spaltströmingstekniken talar man om fenomenet solida gränsskikt, ett fenomen som kan uppträda vid mycket trånga spalter när metallytorna står stilla i förhållande till varandra en längre tid med ett kontinuerligt oljeflöde genom spalten. Enligt den teori som finns byggs solida gränsskikt upp av långkedjiga molekyler (som förmodas komma från tillsatser i basoljan) som fäster mot angränsande metallytor i spalten och kan orsaka att en ventilslid "kletar fast" i ventilloppet. Kraften som erfordras för att lösgöra ventilsliden kan vara betydande och i vissa fall leda till att ventilfunktionen helt upphör med stora konsekvenser som resultat. Fenomenet är av stor betydelse för speciellt servoventiler där det ingår små pilotslider med diametrar på 2–3 mm. Huruvida fastkletningen beror av solida gränsskikt eller föroreningar som filtreras i spalten eller en kombination av detta är inte klarlagt. För att förhindra fenomenet lägger man i de flesta fall på ett överlagrat "darr" (vanligen benämnt "rippel" efter engelskans ripple-frequency) på spänningsförsörjningen till den magnetspole som styr pilotslidens linjära rörelse/kraft. Rippel-frekvensen ligger i allmänhet inom området 100-300 Hz.